# Retroakcja
Retroakcja (retroaktywność) – cecha norm prawnych mających moc wsteczną (działanie prawa wstecz). W Polsce cechę tę wiąże się z paremią lex retro non agit.

## Pojęcie działania prawa wstecz
Kwestia obowiązywania prawa w czasie powstaje wtedy, gdy w społeczności wykształca się organ stanowiący normy prawne, który sam jest związany w swej działalności tymi normami. Dopóki prawo ma charakter deklaratoryjny – utrwalający ustalone zwyczaje – nie pojawia się problem retroaktywności, a w zasadzie szerszy problem: norm intertemporalnych.
Mówienie o wstecznej mocy obowiązującej jest tworzeniem pewnej fikcji. Skoro przepis prawa jest regułą wskazującą należny sposób postępowania i ma on być impulsem powodującym, że adresaci norm będą zachowywać się zgodnie z jego postanowieniami, automatycznie nasuwa się wniosek, że ustawodawca nie może dać impulsu do czegoś, co już miało miejsce w przeszłości. Możliwa jest jednak nowa ocena zdarzeń z przeszłości, czyli możliwe jest ustalenie reguły prawnej nakazującej wiązanie innych niż dotychczas skutków prawnych ze zdarzeniami z przeszłości. Pojęcie retroaktywności nie oznacza więc wstecznej mocy obowiązującej nowej ustawy, a jedynie wiązanie od chwili wejścia jej w życie innych skutków prawnych ze zdarzeniami, które miały miejsce przed jej wejściem w życie.
Przedstawione wyżej określenie nie uwzględnia sytuacji prawnych rozciągniętych w czasie. Sytuacje prawne, to znaczy stosunki prawne i prawa podmiotowe przechodzą fazę, w której następuje ich kształtowanie – można ją nazwać dynamiczną – takim momentem w przypadku umowy najmu będzie moment zawarcia tej umowy; i fazę, w której trwają w ustalonym kształcie – statuują się – w przypadku umowy najmu będzie to okres jej wykonywania. W związku z tym rozróżniono w nauce prawa dwa przypadki uregulowania problemu intertemporalności w odniesieniu do stosunków prawnych rozciągniętych w czasie:
- gdy nowa ustawa zostaje rozciągnięta na stosunki prawne ukształtowane pod rządami dawnego prawa od chwili poprzedzającej jej wejście w życie, a więc zmienia ocenę tych stosunków od chwili poprzedzającej jej wejście w życie.
- gdy nowa ustawa zostaje rozciągnięta na stosunki powstałe przed jej wejściem w życie, ale tylko od chwili jej wejścia w życie.

W tym drugim przypadku mamy do czynienia z bezpośrednim stosowaniem prawa, a nie retroaktywnością. Jakkolwiek część doktryny uważa, w odniesieniu do stosunków zobowiązaniowych również w tym drugim przypadku mamy do czynienia z retroaktywnością, ponieważ treść stosunku prawnego jest ściśle związana ze zdarzeniem prawnym powołującym go do życia i nie może być zmieniona przez nową ustawę bez jej retroaktywności.
Działanie prawa wstecz to dokonywanie nowej oceny prawnej zaszłych już zdarzeń, także takich, które do tej pory nie miały znaczenia prawnego. Może to polegać na zmianie, uchyleniu lub ustanowieniu określonych obowiązków lub praw z powołaniem się na zaszłości sprzed wydania ustawy. Tak rozumiana retroaktywność jest przedmiotem krytyki i jej dotyczy zakaz wyrażony w paremii lex retro non agit.

## Zakres zakazu działania prawa wstecz
Zakaz działania prawa wstecz może opierać się na różnych uzasadnieniach. Pierwszym uzasadnieniem było ujmowanie prawa jako regulatora przyszłych zachowań prawnych, co oznacza, że prawo nie może oceniać na nowo tego, co już miało miejsce. Innym motywem zakazu retroakcji jest ochrona praw nabytych (jeśli ktoś nabył określone prawo, nie może to ulec zmianie). Zakaz retroakcji może mieć także swoje uzasadnienie w teorii umowy społecznej Johna Locke'a, który wychodził z założenia, że ludzie są z natury wolni od obcej władzy, a dążą do stworzenia państwa, aby zapewnić sobie przyjemne życie po usunięciu niedostatków życia w stanie naturalnym. Przez włączenie się do społeczności jednostka ma zapewnić sobie bezpieczeństwo. W tych warunkach wyłączona jest władza absolutna i samowolna, oraz rządzenie bez stałych praw. Ludzie nie rezygnowaliby z naturalnej wolności, gdyby nie uzyskali w zamian bezpieczeństwa życia, wolności i majątku, a to zapewnia im stałość i niezmienność prawa. Zakaz retroaktywności ma chronić zaufanie obywateli do państwa.
Współcześnie zakaz retroaktywności wyprowadza się z uznawania wartości pewności prawa. Adresaci norm prawnych muszą mieć określone podstawy do planowania swoich działań prawnych, a jedną z tych determinant jest istniejący porządek prawny. Pewność prawa staje się tu wartością w systemie prawa i od miejsca tej wartości w hierarchii wartości systemu prawa zależy zakres zakazu retroaktywności. Pewność prawa nie jest jedyną wartością w systemie prawa, co oznacza, że zakaz działania prawa wstecz nie jest absolutny. Nowa ustawa może pogarszać sytuację adresatów albo ją polepszać. W każdym z tych wypadków, gdy normy prawne odnoszą się tylko do zdarzeń zaistniałych po wejściu w życie nowej ustawy, różnicują sytuację adresatów, to znaczy inna jest sytuacja adresatów, którzy np. popełnili ten sam czyn przestępny, w zależności od tego, kiedy czyn ten został popełniony, co z kolei jest sprzeczne z zasadą równości, która stanowi inną wartość w systemie prawnym.
Najbardziej dotkliwa dla adresatów jest sytuacja, gdy od momentu wejścia w życie ustawy z ich zachowaniem nie są już wiązane negatywne skutki prawne, np. dany czyn przestaje być przestępstwem. Przy absolutnym stosowaniu zakazu działania prawa wstecz osoba, która popełniła ten czyn przed wejściem w życie nowej ustawy, zostanie ukarana, zaś ta, która popełniła go po wejściu tej ustawy w życie, nie, choćby oba czyny zostały wykryte w tym samym czasie już po wejściu w życie nowej ustawy. Stąd wynika najważniejsze ograniczenie zakazu retroakcji – powinien on być stosowany wyłącznie do zmian niekorzystnych.

## Zasada niedziałania prawa wstecz w Polsce
W polskim ustawodawstwie zasada nieretroaktywności w zakresie, w jakim pokrywała się ona z zasadą nullum crimen nulla poena sine lege, zawarta była w art. 98 ust. 2 Konstytucji marcowej z 1921 roku, jak i w art. 68 ust. 4 Konstytucji kwietniowej z 1935 roku. Omawiana zasada nie była wyrażona w Konstytucji z 1952 roku, ale w okresie PRL jej obowiązywanie wywodzono z art. 1 kodeksu karnego zarówno z 1932 r., jak i z 1969 r., a po 1989 r. z konstytucyjnej zasady demokratycznego państwa prawnego.
W Konstytucji z 1997 roku zasada nieretroaktywności została wyrażona jedynie w dziedzinie prawa karnego, w art. 42 stanowiącym, że "Odpowiedzialności karnej podlega ten tylko, kto dopuścił się czynu zabronionego pod groźbą kary przez ustawę obowiązującą w czasie jego popełnienia. Zasada ta nie stoi na przeszkodzie ukaraniu za czyn, który w czasie jego popełnienia stanowił przestępstwo w myśl prawa międzynarodowego". W innych dziedzinach zasada ta nie została wyrażona wprost.
Art. 5 ustawy z dnia 20 lipca 2000 r. o ogłaszaniu aktów normatywnych i niektórych innych aktów prawnych daje możliwość „nadania aktowi normatywnemu wstecznej mocy obowiązującej, jeżeli zasady demokratycznego państwa prawnego nie stoją temu na przeszkodzie”. Artykuł ten pozostaje jednak w systemowym związku z poprzedzającą go regulacją art. 4 ust. 1 i 2 tej ustawy, co powoduje, że to na organie, który chce ustanowić akt, ciąży obowiązek wskazania uzasadnienia (wynikającego z ważnego interesu państwa) dla swojego działania oraz wykazania, że żadna z zasad demokratycznego państwa prawnego nie stoi temu działaniu na przeszkodzie. Zgodnie z orzeczeniami Trybunału Konstytucyjnego i poglądami doktryny, moc wsteczna nie może być nadana rozporządzeniu ani aktowi prawa miejscowego.
Odnośnie do zasady niedziałania prawa wstecz materiałem poznawczym są corocznie aktualizowane „Wypowiedzi Trybunału Konstytucyjnego dotyczące zagadnień związanych z procesem legislacyjnym”.